# Justin Edwards
Justin Te'jon Edwards, född 16 december 2003 i Philadelphia i Pennsylvania, är en amerikansk professionell basketspelare (SF) som spelar för Philadelphia 76ers i National Basketball Association (NBA).
Han blev aldrig NBA-draftad.
Innan Edwards blev proffs studerade han vid University of Kentucky och spelade för deras idrottsförening Kentucky Wildcats.